# Гусман, Луис Муньос де
Луис Муньос де Гусман (исп. Luis Muñoz de Guzmán; 1735, Севилья, Испания — 11 февраля 1808, Сантьяго) — испанский военачальник, генерал-капитан, государственный деятель, Королевский губернатор Чили (30 января 1802 — 11 февраля 1808), президент королевской аудиенсии и канцелярии Кито вице-королевства Перу (1791—1797) во время правления короля Испании Карла IV.

## Биография
Выдающийся офицер ВМФ Испании, участник Осады Мелильи (1774) в ходе Марокканской войны 1774 года и сражений Испании с португальцами в Бразилии (1777). В 1779 году участвовал в битвах против английских кораблей при большой осаде Гибралтара, за что получил звание капитана корабля. В 1791 году король Испании назначил его президентом королевской аудиенсии и канцелярии Кито, эту должность он занимал до 1796 года, когда ушёл в отставку.
Затем поселился в Лиме. В 1801 году был назначен Королевским губернатором Чили, к исполнению обязанностей приступил в январе 1802 года.
Считается одним из самых видных испанских губернаторов Генерал-капитанства Чили, поскольку во время его правления заметно процветало искусство и проводились многочисленные общественные работы в Чили, вымостил улицы города Сантьяго, создал Монетный двор Чили, Королевскую аудиенсию Сантьяго, приступил к прокладке искусственного канала Сан-Карлос в Сантьяго, выступал за введение вакцинации против оспы и др.
Народ уважал и любил Муньоса де Гусмана. Его жена Луиза Эстреррипа была горничной испанской королевы. Она основала первый салон во французском стиле, сформировала моду того времени и считалась спонсором театральных представлений и концертов в Чили. Её муж тоже интересовался культурой: по предложению губернатора было создано первое литературное общество.